# أبو ثعلبة الخشني
أبو ثعلبة الخشني أو جرثوم بن ناشب ، أو جرهم بن ناشم، صحابي شهد صلح الحديبية، وبايع تحت الشجرة بيعة الرضوان، وضرب له النبي بسهمه يوم غزوة خيبر، وشارك في غزوة حنين وأرسله النبي إلى قومه، فأسلموا، ونزل الشام، وهو مشهور بكنيته.

## سيرته
مشهور بكنيته، واختلفوا في اسمه واسم أبيه على أقوال كثيرة والأشهر منها جرثوم بن ناشر، وقيل: جرثوم بن عمرو، وقال أبو بكر بن أبي شيبة: لاشر بن حمير، واعتمده الدولابي، وقال بقية بن الوليد: شومة بن جرثومة، وقال خليفة بن خياط: لاشق بن جرهم، ويقال جرثومة بن ناشج، ويقال: جرهم. صحابي شهد بيعة الرضوان، وضرب له النبي بسهمه يوم غزوة خيبر، وأرسله النبي إلى قومه، فأسلموا، وغزا غزوة حنين، وكان ممن نزل الشام بداريا غربي دمشق، وكان ممن يجالس كعب الأحبار، وكان في كل ليلة يخرج فينظر إلى السماء فيتفكر ثم يرجع إلى المنزل فيسجد لله، وكان يقول: «إني لأرجو أن لا يخنقني الله عند الموت كما أراكم تختنقون»، كان يصلي قيام الليل وتوفي وهو ساجد بعد أن رأت ابنته ذلك في المنام، فجاءته ابنته فحركته فسقط لجنبه فإذا هو ميت، ومات في خلافة معاوية بن أبي سفيان، وقيل توفي سنة 75 هـ، أيام عبد الملك بن مروان.

## روايته للحديث النبوي
روى عدة أحاديث عن النبي، كما روى عن معاذ بن جبل، وأبي عبيدة بن الجراح. وروى عنه أبو إدريس الخولاني، وجبير بن نفير، وأبو رجاء العطاردي، وأبو أسماء الرحبي، وسعيد بن المسيب، وأبو الزاهرية، ومكحول الهذلي - وفي سماعه له شك - وعمير بن هانئ، وآخرون. له حديث في الصحيحين من طريق ربيعة بن يزيد.